# Adriana Ferreyr
Adriana Ferreyr (Salvador, 18 de maio de 1983) é uma atriz e empresária brasileira-estadunidense. Ficou conhecida nacionalmente após interpretar a vilã Vanessa na telenovela Marisol.

## Biografia
Adriana Ferreyr nasceu em Salvador, Bahia, o 18 de maio de 1983.
Sua carreira de atriz começou no teatro com oito anos, quando se uniu à companhia de teatro de Fernando Peltier. Atuou em várias obras, entre elas: "O Jardim das Borboletas", "O Jardim das Abelhas", "Turma da Mônica" e "A Noviça Rebelde".
Enquanto estudava na Pontifícia Universidade Católica do Rio de Janeiro, Ferreyr continuou sua carreira como atriz e, após dois anos, conseguiu um papel como protagonista na telenovela Marisol interpretando Vanessa Lima do Vale, filha adotiva de Marisol.
Em 2011, Ferreyr estava estudando licenciatura na Universidade de Columbia.
Desde dezembro de 2012, Ferreyr vive no bairro de Harlem, na cidade de Nova York.

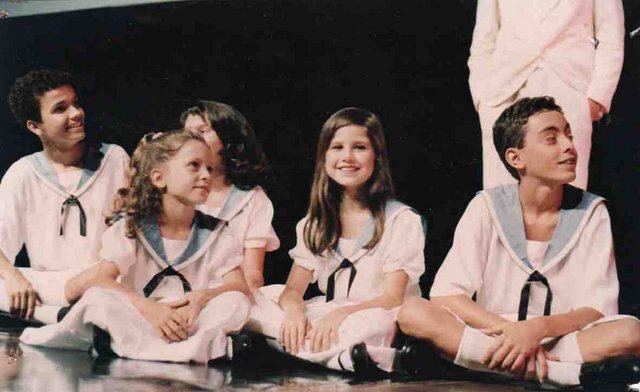
Adriana Ferreyr as Marta in The Sound of Music in July 1992

## Vida privada

### Relações
Por 5 anos, Ferreyr foi vista com George Soros durante 5 anos.

### Caridades
Começou como uma empreendedora exitosa aos 20 anos, interessando-se por empreendimento social há muitos anos. Tem trabalhado e ofereceu-se voluntariamente para várias organizações de caridade, com especial interesse em ajudar crianças desabrigadas. Seu trabalho voluntário estendeu-se a várias organizações, entre elas a Associação de Pioneiras Sociais (APS), Caminhos da Luz e Fundação ABRINQ, uma fundação sem fins de lucro dedicada à defesa dos direitos humanos e civis de crianças e adolescentes.
Em 2006, fundou a Fundação Infantil Tijuana, uma organização dedicada a ajudar milhares de crianças que vivem na pobreza nas ruas de Tijuana, no México.

## Filmografía completa

### Cinema
| Ano  | Filme                                 | Papel          | Notas |
| ---- | ------------------------------------- | -------------- | ----- |
| 2016 | Love Circumstances                    | Doutor Saoirse |       |
| 2017 | Space Opera - The Shade of Human Soul | Earth Controle |       |
| 2017 | Killing is Killing                    | Ruth Sannon    |       |

### Televisão
| Ano  | Título  | Papel                | Notas |
| ---- | ------- | -------------------- | ----- |
| 2002 | Marisol | Vanessa Lima do Vale |       |

## Prêmios e nominações
| Ano  | Prêmio               | Categoria                                                        | Título               | Resultado |
| ---- | -------------------- | ---------------------------------------------------------------- | -------------------- | --------- |
| 1992 | Troféu Bahia Aplaude | Melhor actriz infantil em espectáculo musical - Musical Infantil | O Jardim das Abelhas | Ganhadora |